# Zornița, Smolean
Zornița (în bulgară Зорница) este un sat în comuna Cepelare, regiunea Smolean,  Bulgaria. 

## Demografie
Componența etnică a satului Zornița
     Bulgari (83,33%)
     Nicio identificare (16,66%)
     Altele (0%)
La recensământul din 2011, populația satului Zornița era de 12 locuitori. Din punct de vedere etnic, majoritatea locuitorilor (83,33%) erau bulgari. Pentru 16,66% din locuitori nu este cunoscută apartenența etnică.